# Aristobul el Jove
Aristòbul el jove (llatí: Aristobūlus, en grec antic: Ἀριστόβουλος, «Aristóboulos») va ser fill d'Aristobul IV i Berenice, i net d'Herodes el Gran.
Es va educar a Roma juntament amb Agripa i Herodes (que després va ser rei de Calcis) i també amb Claudi, que després va ser emperador i que sempre va mostrar certa predilecció per Aristobul.
Va denunciar el seu germà Agripa, amb el qual estava enemistat, acusant-lo d'haver estat subornat pels damascens per defensar la seva causa contra la dels sidonis i deixant-lo de banda la protecció del procònsol de Síria Publi Pomponi Flac. Es va oposar a la col·locació d'estàtues al temple de Jerusalem que Calígula havia ordenat, orde que va complir Petroni.
Va morir com a ciutadà privat, i encara que la data exacta no es coneix, va sobreviure al seu germà Agripa que va morir el 44. Estava casat amb Iotapa d'Emesa, amb la qual va tenir una filla anomenada també Iotapa.